# جيمي هوغن
جيمي هوغن (بالإنجليزية: Jimmy Hogan)‏ (و. 1882 – 1974 م) هو لاعب كرة قدم، ومدرب كرة قدم، من المملكة المتحدة، مركز لعبه هو مهاجم، توفي عن عمر يناهز 92 عاماً.

## روابط خارجية
- جيمي هوغن على موقع قاعدة بيانات كرة القدم.إي يو (الإنجليزية)
- جيمي هوغن على موقع عالم كرة القدم.نت (الإنجليزية)
- جيمي هوغن على موقع أوليمبيديا (الإنجليزية)